# 杜文煥
杜文煥（16世紀—1645年），字日章，又字弢武，蘇州府崑山縣人，明朝、南明軍事人物。

## 生平
杜文煥是都督杜桐的兒子，懂得文史和詩歌；萬曆年間蔭襲延綏遊擊將軍，累進為參將、副總兵。萬曆四十三年（1615年）升署任都督僉事、寧夏總兵，延安綏德被入侵，他前往救援擊敗敵人，次年（1616年）調鎮延綏，多次在安邊、保寧、長樂打敗河套盜寇猛克什力等人；火落赤、卜言大懼，相繼投降。不少侵犯邊境的寇敵都被他擊破，之後都歸順明朝，因此平息當地戰事，很快因病辭官。
天啟元年（1621年），他再次鎮守延綏，奉詔支援遼東，於是他派兵到河套搗破盜寇巢穴；盜寇的餘眾非常憎恨他，深入固原、慶陽，包圍延安府，揚言要抓住他，搶掠十多日才離去，他亦被朝廷解去職務等待勘問。奢崇明作亂包圍成都，總督張我續請求他協助解圍，他到達後率令軍隊在佛圖關擊敗對方，收復重慶；奢崇明逃到永寧，他不前進，很快升官總理川、黔、湖廣軍隊，卻因無法制服叛軍而辭去官位，同時又延伸到延綏的敗仗，遭派往駐守邊疆。天啟七年（1627年）朝廷起用他鎮守寧夏，錦州危急時移鎮寧遠，進任右都督，調守關門。很快因病辭官。
崇禎元年（1628年）朝廷採納杜文煥在重慶的功勞，讓他的兒子廕官指揮僉事；隨後他得再起用鎮守延綏，兼督固原軍隊，與曹文詔參與剿滅陝西盜賊王嘉胤，但在崇禎四年（1631年）被御史吳甡與給事中張承詔彈劾他殺死延川難民冒領功勞，遭下獄奪職。到崇禎十五年（1642年）他獲總督楊文岳推薦，恢復原職官征討流寇，無功而還，以病辭官歸鄉。弘光帝繼位，起用他監督巡邏、巡捕兩營，與劉復生同時任命，加左柱國、太子太傅、掌管中軍都督府，推薦章世明、桂應菁為總兵；南京失守，他逃到金山衛後去世。

## 引用
1. 1 2  錢海岳《南明史·卷三十八·列傳第十四》：杜文煥，字日章，崑山人。都督桐子。博通文史，能吟詠。萬曆中，以任子歷寧夏總兵，延綏被寇，赴救而大破之，調鎮延綏，屢破套寇猛克、什力等安邊、保寧、長樂。火落赤、卜言大懼，相率降。沙里數寇邊，屢破之。遂納款，延綏乃少事，尋以疾歸。
2. ↑  《明史·卷二百三十九·列傳第一百二十七》：（杜）桐子文煥，字弢武。由廕敘，歷延綏遊擊將軍，累進參將、副總兵。四十三年擢署都督僉事、寧夏總兵官。延綏被寇，文煥赴救，大破之。明年遂代官秉忠鎮延綏。屢敗寇安邊、保寧，長樂，斬首三百有奇。西路火落赤、卜言太懼，相率降。沙計數盜邊，為文煥所敗，遂納款。……延綏遂少事。文煥尋以疾歸。
3. ↑  錢海岳《南明史·卷三十八·列傳第十四》：天啟元年，再鎮延綏，奉詔援遼，出兵搗河套，坐寇深入大掠，解職候勘。奢崇明反，率師大破之佛圖關，復重慶。崇明遁永寧，命總理川、黔、湖廣軍，以罪遣戍。七年，起鎮寧夏。錦州急，移鎮寧遠，遷右都督，守關門，以疾去。
4. ↑  《明史·卷二百三十九·列傳第一百二十七》：天啟元年再鎮延綏。詔文煥援遼，文煥乃遣兵出河套，搗巢以致寇。諸部大恨，深入固原、慶陽，圍延安，揚言必縛文煥，掠十餘日始去。命解職候勘。奢崇明圍成都，總督張我續請令文煥赴救。至則圍已解，偕諸軍復重慶。崇明遁永寧，文煥頓不進。尋擢總理，盡統川、貴、湖廣軍。度不能制賊，謝病去。坐延綏失事罪，戍邊。七年起鎮寧夏。寧、錦告警，詔文煥馳援，俄令分鎮寧遠。進右都督，調守關門。尋引疾去。
5. ↑  錢海岳《南明史·卷三十八·列傳第十四》：崇禎二年，陝西告警，再起鎮延綏兼督固原軍，數奏捷，寇亦日益多。總兵王國樑擊王嘉胤河曲大敗，部議設一大將兼統山、陝軍協剿，乃令文煥為提督，偕曹文詔馳至河曲，絕餉道以困之。又敗寇府谷，大破張獻忠清澗。四年春，神一魁圍慶陽，解其圍，以事下獄。十五年，再起剿寇，無功，乃告病歸。安宗立，起督巡邏、巡捕二營，與劉復生並命，加左柱國、太子太傅、掌中軍都府，薦韋【章】世明、桂應菁為總兵。南京亡，走金山卒。
6. ↑  《明史·卷二百三十九·列傳第一百二十七》：崇禎元年錄重慶功，廕指揮僉事。三年，陝西羣盜起，五鎮總兵並以勤王行。總督楊鶴請令文煥署延鎮事，兼督固原軍。數敗賊，賊亦日益多。會山西總兵王國樑擊王嘉胤於河曲，大敗，賊入據其城。部議設一大將，兼統山、陝軍協討。乃令文煥為提督，偕曹文詔馳至河曲，絕饟道以困之。神一元陷寧塞，文煥家破。遂留文詔，令文煥西還。四年，御史吳甡劾其殺延川難民冒功，給事中張承詔復劾之，下獄褫職。十五年用總督楊文岳薦，以故官討賊。無功。復謝病歸。